# Folhadosa
Folhadosa é uma povoação portuguesa do Município de Seia, na antiga província da Beira Alta, região do Centro e sub-região da Serra da Estrela, que foi sede da extinta Freguesia de Folhadosa, freguesia que tinha 3,33 km² de área e 327 habitantes (2011), e, por isso, uma densidade populacional de 98,2 hab./km².
Em 2103, a Freguesia de Folhadosa foi extinta e agregada à freguesia de Torrozelo, criando-se a União das freguesias de Torrozelo e Folhadosa.
Folhadosa é uma aldeia com um potencial turístico notável, estando algo inexplorado até ao presente.

## População
| Totais e grupos etários | Totais e grupos etários | Totais e grupos etários | Totais e grupos etários | Totais e grupos etários | Totais e grupos etários | Totais e grupos etários | Totais e grupos etários | Totais e grupos etários | Totais e grupos etários | Totais e grupos etários | Totais e grupos etários | Totais e grupos etários | Totais e grupos etários | Totais e grupos etários | Totais e grupos etários |
| ----------------------- | ----------------------- | ----------------------- | ----------------------- | ----------------------- | ----------------------- | ----------------------- | ----------------------- | ----------------------- | ----------------------- | ----------------------- | ----------------------- | ----------------------- | ----------------------- | ----------------------- | ----------------------- |
|                         | 1864                    | 1878                    | 1890                    | 1900                    | 1911                    | 1920                    | 1930                    | 1940                    | 1950                    | 1960                    | 1970                    | 1981                    | 1991                    | 2001                    | 2011                    |
| Total                   | 563                     | 526                     | 603                     | 535                     | 535                     | 635                     | 573                     | 672                     | 623                     | 591                     | 670                     | 560                     | 474                     | 429                     | 327                     |

| 0-14 anos | 15-24 anos | 25-64 anos | 65 e + anos |
| 47 \| 24  | 49 \| 26   | 191 \| 141 | 142 \| 136  |
| -49%      | -47%       | -26%       | -4%         |

## Património
- Igreja de São Pedro (matriz)
- Santuário (ou Capela) do Senhor do Calvário: Um reflexo da construção após as invasões francesas
- Santuário (ou Capela) de Nossa Senhora da Ribeira: Com um chão único construído por pequenas pedras agrupadas
- Solar do Barão, Visconde e Conde de Molelos
- Pedras do Bom Nome: Um excelente e espectacular miradouro sobre a Serra da Estrela
- Alminhas